# John Moore (Bischof, 1646)

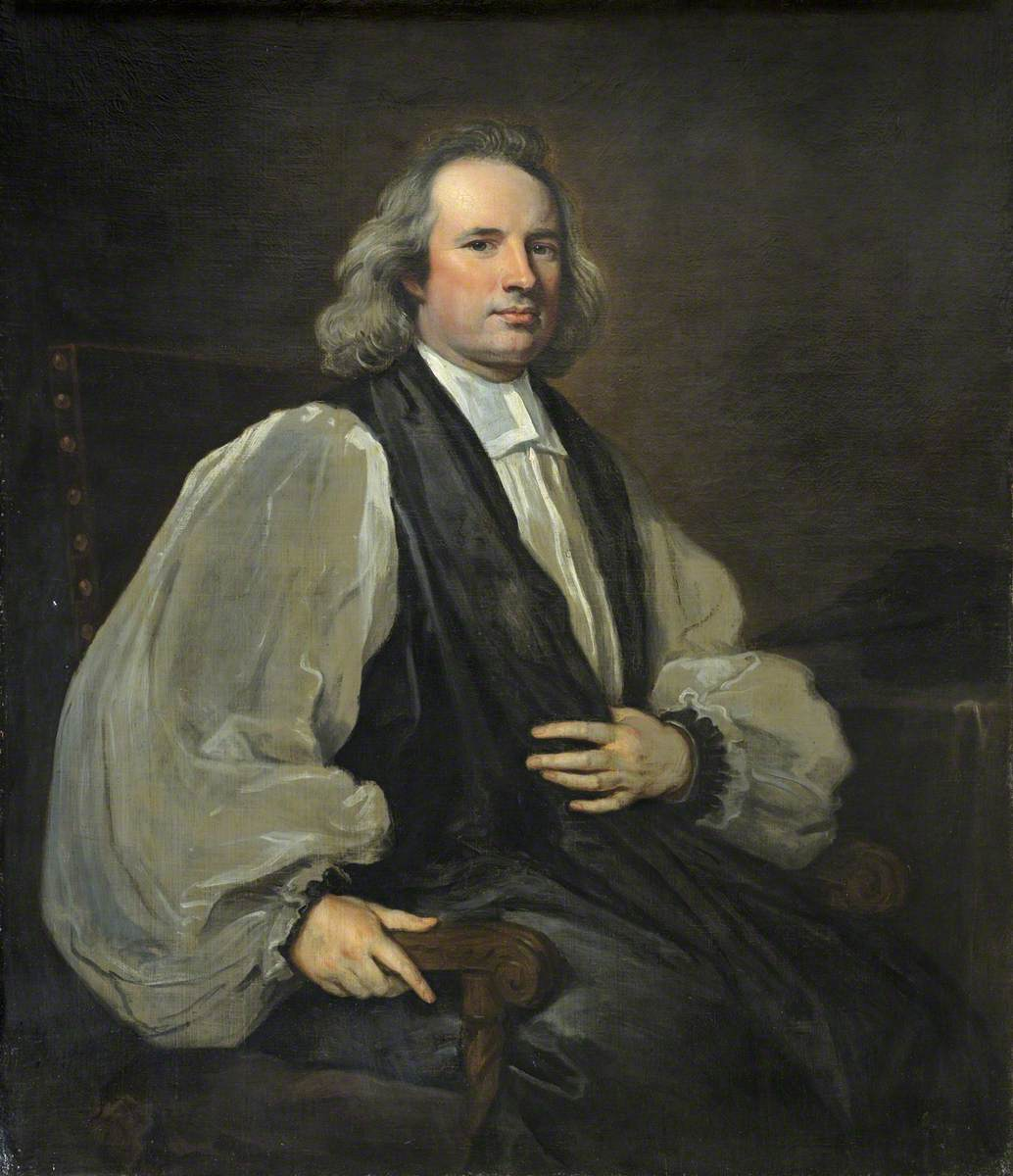
John Moore auf einen Gemälde von Godfrey Kneller

John Moore (* 1646 Sutton-juxta-Broughton, Leicestershire; † 31. Juli 1714 in Ely) war ein englischer Geistlicher, Gelehrter und Büchersammler. Er war von 1691 bis 1707 Bischof von Norwich und von 1707 bis 1714 Bischof von Ely.

## Leben
Moore war der älteste Sohn von Thomas Moore (1621–1686) und seiner Frau Elizabeth (geborene Wright), Tochter von Edward Wright von Sutton-juxta-Broughton. Sein Vater war ein Eisenwarenhändler aus Market Harborough. Moore besuchte zunächst die freie Schule in Market Harborough und wurde am 28. Juni 1662 am Clare College in Cambridge angenommen, wo er zwischen 1665 und 1681 mehrere Abschlüsse machte, zuletzt als Doktor der Theologie. Am 17. September 1667 wurde Moore zum Fellow des Clare College der Freeman Foundation gewählt. Er wurde Kaplan von Heneage Finch, 1. Earl of Nottingham. Am 23. Oktober 1676 wurde er nach Blaby  versetzt, wo er bis Ende 1687 verweilte. Anschließend wurde er im September 1677 zum Kanoniker der Kathedrale von Ely ernannt, konnte die Stellung jedoch erst am 28. Juni 1679 antreten, da der Bischof der Diözese dieses Amt für sich beanspruchte.
Moore wurde vielfach in London als Prediger eingesetzt und wurde 1686 Pfarrer der neuen Kirche St. Anne’s in Soho. Mit der Ernennung am 31. Dezember 1687 zum Pfarrer von St. Augustine zog er dauerhaft nach London. Am 26. Oktober 1689 wurde er zum reichen Pfarrer von St. Andrew’s. Er war königlicher Kaplan von Wilhelm und Maria von England. Als William Lloyd (1637–1710) starb, wurde Moore zu dessen Nachfolger bestimmt und am 5. Juli 1691 in St. Mary-le-Bow zum Bischof von Norwich geweiht. Am 31. Juli 1707 wurde er in das wohlhabendere Bistum Ely versetzt. Das missfiel der Königin Anne, da er politisch zu den Whigs gehörte.
Gleich nach seiner Ernennung begann Moore damit den Bischofspalast in Ely zu renovieren. Er besaß eine große Bibliothek, deren Bücher und Manuskripte er führenden Geistlichen in England und Gelehrten aus dem Ausland zur Verfügung stellte. Er unterstützte so unter anderem Samuel Clarke, William Whiston und Samuel Knight, dem er das Studium finanzierte. Er verkühlte sich während einer Sitzung im Ely House und verstarb. Am 5. August wurde er an der Nordseite des Chorsn der Kathedrale von Ely beigesetzt.

## Familie
Moore war zweimal verheiratet:
- Am 22. Mai 1679 mit Rose (geborene Butler, † 18. August 1689), die fünfte Tochter von Nevill Thomas Butler und dessen Frau Mary, Tochter von Sir Gilbert Dethick. Sie hatten drei Söhne und drei Töchter, von denen die älteste, Rose, Bischof Tanner heiratete.
- Frau Dorothy (geborene Barnes), Tochter von William Barnes, die zuvor mit Michael Blackett und  Sir Richard Browne verheiratet war. Sie gebar ihm drei Söhne.